# آنيت كابير
آنيت كابير («النصب التذكاري» بالتركية) هو ضريح مصطفى كمال أتاتورك. يقع الضريح في العاصمة أنقرة وصمم من قبل المعماريين أمين أونات وأحمد أورهان أردا، الذين تغلّب تصميمهم على 48 اشتراك آخر من عدة دول، في مسابقة قادتها الحكومة التركية في 1941.
الموقع هو أيضًا المستقرّ للرئيس الثاني لتركيا عصمت إينونو الذي دفن هناك بعد وفاته عام 1973. يواجه قبره ضريح أتاتورك، في الجهة المقابلة من الموقع.
صوّر الضريح في عدة عملات تركية من 1966-1987 و1997-2009.